# Studia Mathematica
Studia Mathematica – czasopismo stworzone przez Stefana Banacha i Hugona Steinhausa w 1929 roku we Lwowie i poświęcone tylko jednej gałęzi matematyki: analizie funkcjonalnej.
Współcześnie pismo to jest wydawane przez Instytut Matematyki PAN, ISSN: 0039-3223(p) 1730-6337(e). Publikuje ono jedynie artykuły pisane w jednym z następujących języków: francuskim, niemieckim, angielskim lub rosyjskim i wszystkie opublikowane w nim artykuły są indeksowane i opisywane w Mathematical Reviews.

## Tematyka i komitet redakcyjny
Pismo publikuje oryginalne prace badawcze w zakresie analizy funkcjonalnej i metod abstrakcyjnych analizy matematycznej i teorii prawdopodobieństwa.
W składzie Komitetu Redakcyjnego czasopisma znajdują się (2015): Czesław Bessaga, Zbigniew Ciesielski, Paweł Domański, Tadeusz Figiel, Anna Kamont, Stanisław Kwapień, Rafał Latała, Mariusz Lemańczyk, Krzysztof Oleszkiewicz, Feliks Przytycki, Czesław Ryll-Nardzewski, Adam Skalski, Stanisław J. Szarek, Nicole Tomczak-Jaegermann, Jurij Tomiłow, Michał Wojciechowski, Jarosław Zemánek, Wiesław Żelazko.
Adres redakcji: Studia Mathematica, Śniadeckich 8, 00-956 Warszawa

## Historia
Założone w 1929 jako organ lwowskiej szkoły matematycznej, w krótkim czasie stało się jednym z ważniejszych w skali światowej czasopism w dziedzinie analizy funkcjonalnej.
W okresie II Rzeczypospolitej ukazało się 9 tomów czasopisma. Pismo do wybuchu II wojny światowej wydawane było we Lwowie, po zakończeniu działań wojennych zostało reaktywowane i w 1948 wydano 10. tom Studia Mathematica. Czasopismo ukazuje się nieprzerwanie do dzisiaj (tom 208 ukazał się w roku 2012).